# Pablo Echenique
Pour les articles homonymes, voir Echenique.
Echenique  Robba est un nom espagnol. Le premier nom de famille, en général paternel, est Echenique ; le second, en général maternel, souvent omis, est Robba.
Pablo Echenique Robba (prononcé en espagnol : ['paβlo etʃe'nike 'robba]), né le 28 août 1978 à Rosario (Argentine), est un homme politique espagnol, également de nationalité argentine, membre du parti Podemos. Il est le secrétaire au Programme du conseil de coordination du parti.

## Biographie

### Vie privée
Pablo Echenique Robba naît le 28 août 1978 à Rosario (province de Santa Fe), en Argentine, pays dont il a la nationalité. Il est atteint depuis sa naissance d'une amyotrophie spinale (atrophie musculaire dégénérative d'origine nerveuse), une affection qui le handicape à 88 % et l'oblige à se déplacer en fauteuil roulant. Il arrive en Espagne à l'âge de 13 ans, lorsque sa mère s'installe à Saragosse (Aragon) avec ses enfants. Son handicap a été l'une des raisons pour lesquelles sa famille a émigré en Espagne. Il est marié depuis 2012 à une Vénézuélienne qu'il a rencontrée à l'université.

### Carrière scientifique
Il obtient une licence de physique en 2002, puis un doctorat en 2006, à l'université de Saragosse, après avoir soutenu une thèse traitant de simulation informatique du processus physique de repliement des protéines. Il poursuit ensuite ses recherches dans la même université avec un postdoctorat au sein de l'Institut de Bio-informatique et de Physique des systèmes complexes. Il remporte en 2008 le prix Romper Barreras pour l'adaptation de son bureau à l'université. En 2009, il est nommé chercheur titulaire du Conseil supérieur de la recherche scientifique (CSIC) à l'Institut de Chimie physique Rocasolano, un organisme destiné à la recherche fondamentale et appliquée en Chimie physique, basé à Madrid. Il cesse ce travail en 2014 lorsqu'il se met en disponibilité, après avoir été élu.

### Journalisme et handicap
En décembre 2012, il commence à tenir le blog De retrones y hombres sur elDiario.es, avec Raúl Gay, dans lequel ils essayent de briser les stéréotypes sur le monde du handicap. L'un de ses articles, Discapacitado y más feliz que tú... sí, que tú (en espagnol : Handicapé et plus heureux que toi... oui, que toi), a reçu en 2014 le prix journalisme numérique décerné par l'Organisation nationale des aveugles espagnols (ONCE).

### Parcours politique
Après avoir brièvement milité au sein du parti Ciudadanos, Pablo Echenique rejoint le parti Podemos dès sa fondation en janvier 2014, en participant à la création du cercle sur le handicap (un cercle est dans ce parti une unité d'action de base pour la construction politique et sociale du parti) et en se présentant comme candidat aux élections primaires permettant de former la liste du parti qui sera présentée aux élections européennes de 2014. A l'issue de ces primaires, il est la quatrième personne ayant reçu le plus de votes, mais il figure finalement en 5e position sur la liste afin de respecter la règle interne au parti sur la parité femmes - hommes. La liste de Podemos arrive en 4e position avec 8 % des voix, obtenant ainsi 5 sièges au Parlement européen et permettant son élection. Il souhaite alors faire de la science et des droits des handicapés deux de ses priorités. Il siège au sein du groupe de la Gauche unitaire européenne/Gauche verte nordique.
En février 2015, il est élu secrétaire général de Podemos en Aragon, avec environ 75 % des voix, à l'issue d'un scrutin primaire ouvert. Il démissionne de son mandat européen peu de temps après, le 14 mars 2015, afin de se consacrer à la campagne des élections régionales dans cette communauté autonome. Il mène ainsi la liste de Podemos lors des élections aux Cortes d'Aragon de mai 2015. Sa liste arrive en 3e position avec 20,6 % des voix, obtenant ainsi 14 sièges. La gauche étant arrivée majoritaire, le groupe de Podemos apporte son soutien à la liste de gauche la plus votée, celle du socialiste Javier Lambán, pour l'investiture à la présidence et la formation du gouvernement régional, après négociation d'un accord portant sur des mesures spécifiques. Le groupe mené par Pablo Echenique ne participe pas au gouvernement Lambán I, préférant une « opposition constructive ».
Le conseil citoyen de Podemos le nomme en mars 2016, secrétaire à l'Organisation, en remplacement de Sergio Pascual récemment destitué, devenant ainsi numéro trois du parti dirigé par Pablo Iglesias,.
Lors des élections générales d'avril 2019, il est élu député de Saragosse sous les couleurs de la coalition électorale Unidas Podemos, formée par son parti avec la Gauche unie et Equo. Il est réélu lors des élections générales de novembre 2019. Il mène ensuite, avec d'autres membres de Podemos, les négociations qui ont conduit à la formation du gouvernement Sánchez II, premier gouvernement de coalition de gauche (PSOE - PSC - Unidas Podemos) depuis le rétablissement de la démocratie en Espagne. Après la nomination de la députée Irene Montero au poste de ministre de l'Égalité, il est désigné pour la remplacer et devient porte-parole du groupe parlementaire Unidas Podemos au Congrès des députés.
Lors des discussions portant sur un accord des formations à la gauche du PSOE pour une liste d'union lors des élections générales anticipées de juillet 2023, il n'est pas reconduit comme candidat. Dans sa circonscription de Saragosse, seul un siège avait été obtenu par la gauche radicale en 2019 et celui-ci est attribué à Jorge Pueyo, un candidat de la Chunta Aragonesista, lors des discussions entre Sumar et Podemos.